# Matsushita Kōnosuke
Matsushita Konosuke (松下 幸之助 (Tùng Hạ Hạnh Chi Trợ) Matsushita Konosuke) (27 tháng 11 năm 1894 - 27 tháng 4 năm 1989), là doanh nhân người Nhật, sáng lập ra tập đoàn Matsushita. Ngoài ra ông còn sáng lập ra trường tư thục kinh tế chính trị Matsushita, viện nghiên cứu PHP. Được coi là ông tổ của phương thức kinh doanh kiểu Nhật, người anh hùng dân tộc của Nhật Bản sau Chiến tranh thế giới thứ nhất.

## Tiểu sử - nhân vật
Masushita sinh ra trong một gia đình làm nông nghiệp có 7 anh chị em. Chỉ học hết bậc tiểu học 4 năm, 9 tuổi phải đi học việc để kiếm sống và nuôi gia đình. Masushita khởi đầu bằng việc bán than, rồi được nhận vào làm "thằng nhỏ" phụ bán hàng cho một cửa hàng bán xe đạp. Ít lâu sau, Masushita nghỉ việc bán xe đạp, xin vào làm cho công ty đèn điện Osaka Năm 23 tuổi, Masushita xin thôi làm cho công ty Osaka, đứng ra mở cửa hàng chuyên bán đồ điện với vẻn vẹn chỉ có… 97 yên! Đến chiếc áo Kimono, của hồi môn và nữ trang của vợ cũng phải bán đi để làm vốn kinh doanh. Masushita đã miệt mài nghiên cứu và thành công đầu của ông là chiếc… đuôi đèn! Nó được khách hàng hoan nghênh. Masushita xin cấp bằng sáng chế và đó là tấm bằng đầu tiên trong số gần 5 vạn tấm bằng Mashushita sau này.
Với "Sứ mệnh chân chính là sản xuất những vật dụng có chất lượng cao và phổ biến rộng cho nhân dân Nhật Bản và toàn thế giới" và phương châm "Xây dựng sản nghiệp là yêu nước", Masushita đã từng bước khẳng định vị trí của mình trên thương trường. Đối với công nhân, ông xác định "tuyệt đối không giảm bớt công nhân và tiền lương của họ", đối với sản phẩm thì "tuyệt đối không hạ giá bán". Còn đối với bản thân, Masushita xác định "bất luận trong trường hợp nào cũng không thể để mất đi lòng tự tin".
Năm 1931, phạm vi hoạt động và ảnh hưởng của Mashushita đã vang dội cả nước với 200 loại sản phẩm điện như: dụng cụ nối điện, dụng cụ nhiệt điện, máy thu thanh, pin. Công nhân đã lên tới hơn 1.000 người. Năm 1935, công xưởng Mashushita trở thành Công ty công nghiệp điện khí Mashushita. Năm 1938, Mashushita chế tạo được mô hình máy thu hình. Năm 1941, công ty của Masushita thành một doanh nghiệp lớn với hơn 10.000 công nhân.

Chiến tranh thế giới thứ hai bùng nổ, tất cá các công xưởng, thiết bị và cả công nhân của Mashushita bị quân đội trưng dụng. Sau khi Nhật đầu hàng, mọi cơ sở sản xuất, hàng hóa, tiền vốn của Mashushita bị mất trắng. Chỉ còn lại cái tên và những mảnh đất trơ trọi.
Hơn thế nữa, khi đó quân Đồng minh, mà cụ thể là Mỹ đã ghép cho Matsushita tội giúp quân Nhật tham chiến. Thực chất, ông đã bị những nhà công nghiệp Mỹ do cạnh tranh mà dèm pha.
Không nản lòng, Masushita kiên trì giải thích và được công nhân ủng hộ. Ông đã giải thích một tài liệu dài đến 5.000 trang và hơn 1.000 lần đến Bộ Tư lệnh quân đội Mỹ khiếu nại trong suốt ba năm! Cuối cùng Masushita đã được đưa ra khỏi danh sách "tội phạm chiến tranh" và được quyền kinh doanh trở lại. Nhưng đến đây, công ty không có tiền, bản thân gia đình Masushita cũng phải đi vay nợ để sống. Làm thế nào? Câu hỏi và câu trả lời nằm trong tay ông chủ Masushita.
Có một điều đặc biệt quan trọng là đội ngũ công nhân của Masushita đã không rời bỏ ông. Họ đã từng sát cánh cùng ông trong suốt 3 năm trời đấu tranh với người Mỹ để ông chủ Masushita thoát nạn. Giờ đây, họ lại cùng ông bắt tay vào khôi phục sự nghiệp từ mảnh đất hoang tàn.
Năm 1951 là năm mở đầu cho sự nghiệp xây dựng lại danh hiệu Mashushita. Lần này Masushita sang Mỹ và châu Âu để khảo sát thị trường. Lúc đó, làn sóng thù ghét người Nhật vẫn còn đang mạnh, nếu người Nhật hay hàng hóa của Nhật quảng cáo đều có nguy cơ bị tẩy chay. Trong khi đó lại có những doanh nghiệp người Nhật tìm mọi cách bán hàng được càng nhiều càng tốt, bất kể thủ đoạn nào.
Trước tình hình này, Masushita đã mạnh dạn liên kết với hãng Phillips của Hà Lan. Mặt khác, Masushita tập trung nghiên cứu để cải tiến hàng hóa sao cho tốt nhất, đẹp nhất và dễ sử dụng nhất. Ông cho rằng: "Sản phẩm được chấp nhận và hoan nghênh hay không là do những gì chúng ta cung ứng cho nhu cầu của đời sống, thỏa mãn được yêu cầu của mọi người. Điều sống còn là chúng ta phải coi trọng chất lượng sản phẩm chứ không hoàn toàn chỉ chú ý đến việc tiêu thụ. Chỉ cần sản phẩm có chất lượng tốt, thì dù có giá cao hơn một chút, người ta vẫn sẵn sàng mua".
Về người đại lý, Masushita rất cẩn trọng và nghiêm khắc. Ông nói: "Đại lý phải là một hiệu buôn có uy tín, khiến cho khách hàng cảm thấy an toàn khi mua hàng của chúng ta".
Trải qua 10 năm, năm 1960 Mashushita đã là công ty được xếp thứ 74 trong 100 "Đại gia của thế giới". Năm 1962, tạo chí Times của Mỹ in hình Masushita trên trang bìa, đó là sự phá lệ của tờ báo này bởi đây là lần đầu tiên, chân dung một nhà doanh nghiệp Nhật Bản được đăng trên trang bìa với dòng chữ: "Ông chủ Công ty Mashushita, một công ty có tiếng tăm trên thế giới, hàng hóa có chất lượng tốt nhất và sử dụng có hiệu quả cao nhất".
Phát biểu tại hội nghị Hiệp hội các nhà quản lý thế giới, Masushita xoay quanh chữ "nhân" để xác định: phát huy sức mạnh nội bộ, đoàn kết cao độ. "Trong công ty của chúng tôi, mọi người đều là chỉ huy", ông nói. Quả thật, ngay trong thời kỳ chiến tranh gian khổ, khắc nghiệt nhưng Masushita không hề sa thải một công nhân. "Mời người ta lúc khó khăn, rồi lại sa thải người ta lúc thịnh vượng là điều không thể chấp nhận được".
Nhưng đối với cá nhân, vào năm 67 tuổi, ông nhường chức giám đốc cho con rể và chỉ giữ chức chủ tịch Hội đồng quản trị. Năm 1964, khi công ty khó khăn, ông lại tham gia giải quyết những vấn đề của công ty với vai trò giám đốc thực sự.
Ở trong nước, Masushita Konosuke trở thành nhân vật tượng trưng cho sự phát triển kinh tế và tiến bộ xã hội của Nhật Bản. Chính phủ Nhật đã trao tặng cho Masushita huân chương Mặt trời. Năm Masushita 90 tuổi, công ty của ông được xếp hạng 19 trong số 100 hãng lớn nhất thế giới và Thiên hoàng Nhật Bản đã tặng Huân chương cao quý nhất của đất nước cho Masushita - Huân chương Húc Nhật Đại Thụy.Ông là một trong những doanh nhân tài ba và đáng ngưỡng mộ nhất thế giới.

## Trước tác
- Quyết đoán trong kinh doanh